# SugarSync
SugarSync（シュガーシンク）とは複数コンピュータまたデバイス間でファイルのバックアップ、アクセス、同期、共有を目的にしたファイル同期サービスである。複数のプラットフォームで利用できる。
2011年9月、ギズモードはSugarSyncと他の10のサービスをレビューした結果、SugarSyncをベストクラウドサービスとした。

## 社史
SugarSyncは2004年にギブ・トーマス(CEO)とベン・ストロング（最高技術責任者）がSharpcastという社名で設立した。2006年2月、SharpcastはSharpcast PhotosというPCと携帯機器を含む複数のデバイス間で画像を同期するツールを公開した。両創設者は2008年11月にSharpcastを退職し、ローラ・イーシーズをCEOとして迎え入れた。2009年11月、イーシーズと彼女のチームは会社をリフォーカスし、社名もSugarSyncに改称した。

## 製品史
最初の製品はSharpcast Photosという人々が友達とインターネット上で複数のデバイスを使って自分たちの写真を見るためのソフトウェアだった。この製品はSharpcastの大規模でより野心的なプロジェクトとなるSugarSyncに繋がっていった。
2006年12月、Sharpcastはオールテルとオールテルがワイアレスキャリアとして扱っているWindows Mobile搭載スマートフォンにSharpcast Photosを「標準かつ独占的」な同期ツールとして採用する契約を結んだ。また、レキサー・メディアやコーレルとも顧客向けバックアップサービスで契約を結んだ。
Sharpcast Photosは2009年1月末でサービス終了となり、ユーザーはSugarSyncサービスに移行するか保存していた写真を回収するか選ぶことができた。
SugarSyncは2008年3月にユーザーの全てのファイル（ドキュメント、メディア、画像など）を複数のデバイス間で同期するソフトウェアとして立ちあげられた。エディターのN'Gai CroalはSugarSyncを「面白いソリューション」と称し、「自分のドキュメント、画像、マルチメディアファイルを企業のサーバーと自分が指定したデバイスで自動的に同期できる。」と評した。
2006年、TechCrunchのマイケル・アリントンは企業の分野に関して「これぞ未来だ。問題はSharpcastのがそれの一部かどうかで、実行したらそうなるのだが。」と述べている。
SugarSyncはまたオンラインバックアップユーティリティも手がけており、ユーザーはSugarSyncウェブサイトにあるusername.sugarsync.comのように設定された割り当てサブドメインのページからデータにアクセスできる。
同期において統合されたインテリジェントな自動リフレッシュを採用することで競合他社との差別化を図っており、また他サービスと違って週一に同期したファイルをアップデートできるようにスケジューリングする必要も無い。その代わり、常にファイルの追加、削除、編集やリンクしているデバイスだけでなく自身のサーバーの変更の同期といった変化を常に監視している。

## 製品批評
SugarSync Manager、SugarSync Mobile for BlackBerry 1.1.8、SugarSync (Windows)といった複数の製品が解説的な評価を受けている。
2006年、ウォルト・モスバーグがウォールストリート・ジャーナルでSharpcastのデータ同期を称賛した。
2008、USAトゥデーもSugarSyncのデータ同期サービスを批評した。
2011年、ギズモードはSugarSyncと他の10の競合商品（Dropbox、アップルのiCloud、Box.net、AmazonのCloud Driveを含む）を批評し、SugarSyncを「アルティメット・ビクター」と評し、「SugarSyncは我々が求めていること全てを実現している。他サービスのもっとも良い点を組み合わせていて、高速で直感的なパッケージに詰め込んでいる。」と述べた

## Universal Sync platform
Universal Sync platformとはSugarSyncのユニバーサルメディア同期エンジンである。企業では業界初の「プッシュ」同期と称しており、以下の利点を提供している
- 制約されたコンピューティングやネットワーク環境で複数のデバイスの種類に対応したメディアトランスコーディング
- 業界標準強度の暗号化を施した高度なフォールトトレラントストレージサービス
- 特定のメディアタイプのディープハンドリングとファイルへの安全なリモートアクセスのためのリッチウェブフロントエンド
- ユーザーアカウント管理、クレジットカード払い、プロモーション、電子メール、サードパーティ製システムやサービスを含むフレキシブルなCRMのための統合されたEコマースサーバー
- システム拡張とサードパーティ製アプリケーションとサービスに繋ぐためのソフトウェア開発キットとAPI

## ソフトウェア開発キットとAPI
2010年3月、SugarSyncはサードパーティ開発者がユーザーのSugarSyncアカウントに保存されたファイルを読み書きするためのアプリケーションを開発することの出来るSugarSync Platform APIを発表した。
結果、いくつかのSugarSync非公式のアドオンやアプリケーションが出現し、cloudHQ for SugarSync（Google DocsとSugarSyncと同期したりGoogle DocsのインターフェイスでSugarSyncにあるドキュメントを編集できる）のようにウェブサービス、ウェブブラウザ拡張として提供されているものや、マーク・ミルズが提供しているSugarSync Linux desktop client（LinuxデバイスのフォルダとSugarSyncを同期させることができる）のようなデスクトップアプリケーションが存在している。

## 受賞
- SuperNova & TechCrunch's Top Connected Innovator, 2006[16]
- ReadWriteWeb's Best Web LittleCo "Most Promising for 2007"[17]

## 提携
2010年8月にウェブルートと提携を結び、ウェブルートの最新セキュリティスイートにSugarSyncの技術を組み込むことを発表し、ウェブルート・インターネットセキュリティ・コンプリートにSugar Syncの技術として「Sync and Sharing（→同期と共有）」機能が追加されたが、提携の詳細は明らかにされなかった。